# Казакс, Екабс
Е́кабс Ка́закс (латыш. Jēkabs Kazaks; 18 февраля 1895, Рига — 30 ноября 1920, Рига) — российский и латвийский художник-модернист. Один из основоположников латышского национального модернизма.

## Биография
Родился в семье дворника Питера и его супруги Эде. В 1913 году окончил техническое реальное училище, где преподавателем рисования был Юлий Мадерниекс. С 1913 по 1915 год учился в Рижском художественном училище по руководством Вилхелмса Пурвитиса. С 1914 года участвовал в выставках.
C 1915 года был вынужден продолжить учёбу в эвакуации в Пензенской школе искусств. Работал в конторе комитета снабжения латышских беженцев, затем вернулся в Латвию. С 1918 по 1919 год — учитель рисования в Алуксне. В 1919 году Казакс становится членом группы экспрессионистов вместе с Никлавом Струнке, Романом Сутой, Ото Скулме, Валдемаром Тоне и Конрадом Убансом.
Умер 30 ноября 1920 года от туберкулёза.

## Творчество
В творчестве Екабса Казакса отражены события революции 1905 года, Первой мировой войны и борьбы за независимость Латвии. Под влиянием импрессионизма первого десятилетия XX века Казакс выработал индивидуальный стиль, который характеризуется выразительностью и простотой, обобщением и даже искажением форм.
На сюжеты картин Казакса повлияло творчество Язепса Гросвалдса, а на манеру — Андре Дерена.
Среди картин: «Беженцы» (1917).